# Hodiny (film, 2002)
Hodiny (anglicky The Hours) je temné a dějově i myšlenkově složité americké filmové psychodrama z roku 2002 režiséra Stephena Daldryho s Meryl Streepovou, Julianne Mooreovou a Nicole Kidmanovou v hlavní roli. Film je adaptací stejnojmenného románu Michaela Cunninghama (román byl oceněn Pulitzerovou cenou).

## Děj

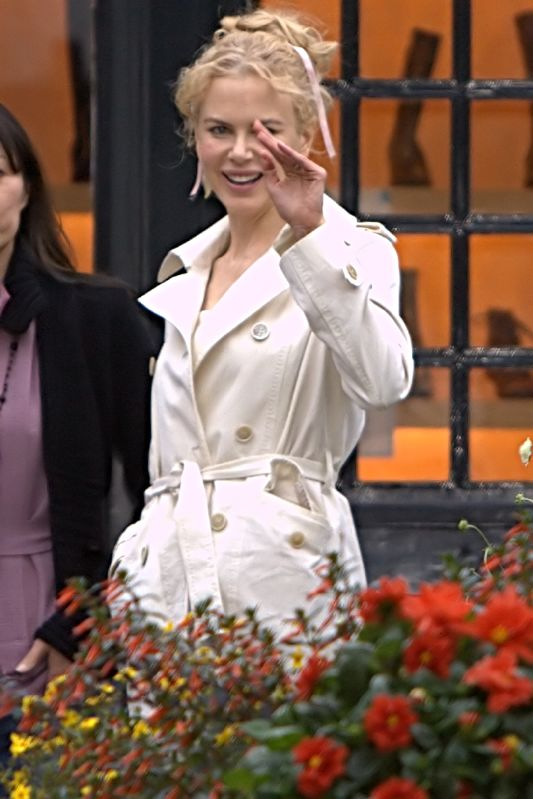
Nicole Kidmanová

Jde o neobvykle podaný trojnásobný příběh tří různých žen, které ve třech různých časových dimenzích prožívají ženské emoce spojené s uplýváním času. Základní děj probíhá v roce 1923, její představitelkou je jediná reálná osoba, anglická spisovatelka Virginia Woolfová (Nicole Kidmanová) v době, kdy píše svoje nejkomplikovanější literární dílo Paní Dallowayová.
Druhý příběh probíhá o 28 let později, kdy si právě četbou této knihy léčí své těžké psychické deprese těhotná žena v domácnosti Laura Brownová (Julianne Moore), třetí příběh probíhá v roce 2001, kde sledujeme newyorskou nakladatelku Clarissu Vaughnovou (Meryl Streepová), která právě chystá oslavu pro milovaného muže a básníka Richarda (Ed Harris), jenž ale umírá na AIDS.
Všechny tři příběhy končí tragicky, Virginia Woolfová nakonec spáchá sebevraždu skokem do řeky, kde se utopí. Laura Brownová v padesátých letech po porodu dítěte nakonec opustí navždy svého muže i své děti (její manžel krátce nato také zemře) a nemocný básník Richard vyskočí těsně před oslavou z okna vysoko nad zemí a také spáchá sebevraždu. Druhý a třetí příběh se navíc těsně před koncem snímku vzájemně propojí, neboť se ukáže, že nemocný básník Richard byl vlastně syn Laury Brownové, kterého opustila, a Clarissa je tak v roce 2001 vlastně její pomyslnou příbuznou (jakoby pomyslnou „snachou“).

## Ocenění
Film získal celkem deset nominací na Oscara, ze kterých proměnil pouze jedinou, když ocenění získala jen Nicole Kidmanová (herečka v hlavní roli). Dále byl film ceněn dvěma Zlatými glóby a Stříbrným medvědem.

## Obsazení
1923
| Nicole Kidmanová   | Virginia Woolfová |
| Stephen Dillane    | Leonard Woolf     |
| Miranda Richardson | Vanessa Bell      |
| Lyndsey Marshal    | Lottie Hope       |
| Linda Bassett      | Nelly Boxall      |

1951
| Julianne Moore   | Laura Brown                 |
| John C. Reilly   | Dan Brown                   |
| Jack Rovello     | Richie Brown (malý chlapec) |
| Toni Collette    | Kitty                       |
| Margo Martindale | Mrs. Latch                  |

2001
| Meryl Streepová | Clarissa Vaughan                     |
| Ed Harris       | Richard „Richie“ Brown (dospělý muž) |
| Allison Janney  | Sally Lester                         |
| Claire Danesová | Julia Vaughan                        |
| Jeff Daniels    | Louis Waters                         |